# Yelp
Yelp är en internetbaserad stadsguide som knyter samman människor med lokala företag genom recensioner från sina användare.
Yelp grundades i San Francisco i juli 2004. Sedan dess har Yelp-communities slagit rot i och runt storstäder i USA, Kanada, Storbritannien, Irland, Frankrike, Tyskland, Österrike, Nederländerna, Spanien, Italien, Belgien, Australien, Sverige och Danmark. Yelp snittade 71 miljoner besökare per månad under det tredje kvartalet 2012. Yelpare har skrivit fler än 27 miljoner lokala recensioner per den 31 mars 2012, vilket gjort Yelp till den ledande guiden för så kallad mun till mun-marknadsföring inom många områden, så som diverse butiker, mekaniker, tandläkare osv. I snitt använde fler än 6,3 miljoner unika besökare Yelps Mobilappar för att ta konsumentbeslut under första kvartalet av 2012.